# Cluny Park
Cluny Park是由信和置業發展的一所豪宅，位於香港島中西區半山區干德道53號，從下方的圖片可見與干德道55號「璈珀」相連。物業鄰近香港大學，供提供27伙大型單位。由發展商轄下公司信和物業管理負責管理。大廈位於海拔約140米。
興建時項目名為The Fairmont，後來改名為Cluny Park。
Cluny Park自落成以來，其售價一直高企，因此有人形容為「天價」。其中，百利達公司以1.95億元向信置購入兩伙單位。當中包括A室實用面積2551方呎，連1046方呎平台，成交價為1.03億港元，而B室的實用面積則為2384方呎，連1046方呎平台，成交價9200萬港元。

## 設施
Cluny Park於3樓設置會所，面積逾6,146平方呎，提供包括20米室外泳池、悠閒雅座、健身室、兒童天地及多功能宴會廳等設施。

## 簡介
Cluny Park座落於干德道近旭龢道交界處，鄰近有多個休憩公園，整體環境亦見寧靜。物業位於密度較低的位置，前方為樹林及香港大學校舍，而且位於高處，因此許多單位可享有維港景、昂船洲海景及翠綠山景。
大廈的位置較為偏僻，附近沒有任何商店，前往購物必須乘搭交通工具或駕駛私家車，大部分住戶都會選擇以私家車作為代步工具，有些則乘搭小巴或巴士甚至步行至香港大學前往香港大學站。
物業單位面積由1,500至2,500平方呎，主打3房及4房單位，標準戶實用面積由1,223至2,369平方呎，特色戶面積由1,223至2,551方呎，連849至2,217方呎平台，物業一梯三伙，每伙設有私人升降機大堂。